# Îngerul cauzalității
Îngerul cauzalității (titlu originar în engleză The Causal Angel) este al treilea roman științifico-fantastic de Hannu Rajaniemi cu protagonistul Jean le Flambeur. A fost publicat în iulie 2014 de Gollancz în Marea Britanie și de Tor în SUA. Romanul reprezintă ultima parte a unei trilogii. Romanele anterioare ale seriei sunt Hoțul cuantic (2010) și Prințul fractal (2012).

## Rezumat
După evenimentele din Prințul fractal, Jean le Flambeur și Mieli sunt separați, iar nava lor spațială conștientă, Perhonen, este distrusă. 
Cei doi protagoniști, fiecare în felul său, se luptă să decidă cui sunt loiali și cum să acționeze într-o situație schimbată catastrofal.
Între timp, Sistemul Solar ajunge într-un război total de o amploare și consecințe fără precedent. Cele mai puternice facțiuni, Sobornost și Zoku, își adună forțele și își desfășoară operațiunile, fiind în același timp sfâșiate de conflicte interne.